# Ericthonius difformis
Ericthonius difformis är en kräftdjursart som beskrevs av H. Milne Edwards 1830. Ericthonius difformis ingår i släktet Ericthonius och familjen Ischyroceridae. Arten är reproducerande i Sverige. Inga underarter finns listade i Catalogue of Life.